# Hedwigia brevipilifera
Hedwigia brevipilifera là một loài Rêu trong họ Hedwigiaceae. Loài này được Biasuso mô tả khoa học đầu tiên năm 2007.